# SAGA
SAGA是一个成立于2014年的亚洲电子流行音乐乐团。乐团的三位成员分别来自於日本、韩国、中国。
在四月二号这个组合被列为头号艺术家首次出现在日本最大的音乐网站 “BARKS”。他们的第一支音乐录影带"Together" 在2014-03-29在中国最大互联网电视网站"乐视网(Letv)'登陆网站首页并获得电子音乐排名第一。

## 成员
RIO：音乐制作人・电子音乐编程
- 来自日本.
- 经过日本，美国，中国和印尼长途跋涉的音乐制作人RIO创造出了属于他的梦想故事。[4]

KEVIN：主唱
- 来自中国[4]
- 在中国排名前3的选秀比赛中获得好成绩之后，KEVIN遇见RIO，他们开始讨论组成乐团的事情，在那之后SAGA成立.

RAMY：主唱
- 来自韩国[4]
- 在首尔音乐学校毕业后，RAMY突然收到RIO的信息，邀请她加入他们的组合SAGA。[4]

## 概要
2014
- 在由Fuji TV播出的 40th New Years World Rock Festival节目中，Rio 和 Kevin第一次出现并表演SAGA的音乐.[5]

- 01-18 - Rio出现在Yuk Keep Smile节目中, Indonesia全国收视率第一的电视节目, 宣布SAGA会在Indonesia出道.[6]

- 02-06 - Ramy正式加入本乐团.目前已经固定乐团成员并在一起活动[1]

- 03-01 - SAGA在Facebook上宣布正式出道，并在两周内获得10,000全世界的粉丝 .[1]

- SAGA宣布与为Girls Generation, Super Junior编舞的Rino Nakasone合作励志歌曲 "One",  该歌曲包含四国语言.  它是作为在印尼最大手机品牌之一Maxtreon的广告歌曲.[7]

- 03-16 -在印尼全国卫视之一 SCTV官方首秀.Rio出席并与印尼顶级偶像团体Cherrybelle同台表演.Rio重新编曲他们的歌曲"Pura Pura Cinta”为SAGA的舞曲风格，这种风格被称作“SAGAMIX”,它让听众创造了超过10000的推特转发.[1]

- 03-27 - 在日本多个主要的音乐和新闻网站正式亮相，在“亚洲流行日韩中间单元”公布.[7]

- 03-29 - 在中国正式亮相，特别是在乐视网，中国最大的互联网电视网站.[3]

- 04-01 - 在韩国的正式亮相是由韩国著名新闻网站Asia Today公布.[8]

- 04-02 – SAGA被列为头号艺术家首次出现在日本最大的音乐网站“BARKS”.[2]

- SAGA制作中国的电视剧“传承”主题曲及全部插曲.[1]

- 05-24-  SAGA宣布了他们的第一次现场演出，印尼最大的节日现场演出-“Ennichisai”，每年有超过20万的观众。[7]

- SAGA成为印尼手机品牌MAXTRON的品牌大使.[7]

- SAGA目前不属于任何一家音乐厂牌或经纪公司，只有他们自己和来自其他国家的朋友。[1]

## "SaGa"的由来
- SAGA的前身，有一个叫做SaGa来自日本艾回唱片和GENEON Entertainment USA唱片公司.[9]

- 2005年，流行动漫作品和游戏"Viewtiful Joe（红侠乔伊）”的片头片尾曲，"Viewtiful Joe（红侠乔伊）”赢得“美国最佳游戏”，这些歌曲也成为SAGA的出道曲.[10]

- 在八月的第二支单曲“Spirit Awake”，作为新的“红侠乔伊”开场曲，并参加由日本艾回主办最大的节日A-nation现唱演出. [9]

- 在同年十一月，再次捆绑世界著名动漫“头文字D”公布第三支单曲“MADOKA”。万余人来到日本的推广活动.[9]

- SAGA制作的主题曲，为中国第一等级的格斗秀“武林风”，这是由河南卫视自2006年开始制作的节目。武林风之Global Top Fighter由中国河南卫视和日本富士电视台合作。SAGA做他们在中国的第一次现场表演和活动聚集了超过6000人。 SAGA煽情的音乐和特别的民族服饰在中国各大新闻媒体成为热门话题，超过50个网络媒体和报纸报道。[11]

- 现在的官方SAGA是由中国，日本，韩国三国成员组成，和2014年之前的SAGA是完全不同的乐团，根据本乐团的政策，2014年之前的SAGA乐团将不会再出现。SAGA组名的含义意思等同于英语“Journey”和日文中的“真正的人类自我”。这也成为本乐团的中心主题。

## 合作
- "TOGETHER" - 中国电视剧 [传承]片头曲）[7]
- "XINJIE" - 中国电视剧 [传承]插曲[7]
- "RAINBOW" - 中国电视剧 [传承]插曲[7]
- "TRAVELING" - 中国电视剧 [传承]片尾曲[7]
- "ONE" - 印尼手机厂商 "MAXTRON"广告歌曲 [7]

## 相关链接
- SAGA官方网站（页面存档备份，存于）
- SAGA官方facebook专页（页面存档备份，存于）
- SAGA 官方YouTube（页面存档备份，存于）
- SAGA官方Twitter（页面存档备份，存于）